# Dienstfertig
Dienstfertig ist ein deutscher Familienname.

## Namensträger
- Else Dienstfertig (1900–1944), deutsches Opfer des Nationalsozialismus, siehe Liste der Stolpersteine in Zittau
- J. G. Dienstfertig (1926–2019), deutschamerikanischer Diplomat, siehe John Gunther Dean
- Olga Dienstfertig (1872–1942), deutsches Opfer des Nationalsozialismus, siehe Liste der Stolpersteine in Zittau